# Naharros (Cuenca)
Naharros es una pedanía perteneciente al municipio de Torrejoncillo del Rey, provincia de Cuenca, Castilla-La Mancha (España). 

## Geografía

### Ubicación
Se encuentra en la comarca natural de  la Alcarria a unos 950 m s. n. m.

### Clima
Naharros se caracteriza por tener un clima mediterráneo continental, que se caracteriza por tener unas temperaturas extremas (altas en verano y frías en invierno) y con pocas precipitaciones.

### Fauna y flora
Entre la fauna destacan:
- Aves, como avutardas, halcones comunes, perdices, codornices, pato colorado, el ánade real o el pato cuchara.
- Mamíferos como liebres, jabalíes o corzos.

Entre la flora, cultivos de cereales, vid, girasol y olivos. Pequeñas congregaciones de chopos, olmos, álamos y sauces, y grandes congregaciones de encina y de pino albino.

## Demografía
| Gráfica de evolución demográfica de Naharros entre 1842 y 1970 |
| |
| Población de derecho según los censos de población del INE Población de hecho según los censos de población del INEEntre el censo de 1981 y el anterior, este municipio desaparece porque se integra en el municipio Torrejoncillo del Rey |

La población actual de Naharros es de 39 habitantes empadronados, de los que la mayoría se dedica a actividades del sector primario, como el cultivo de cereales y girasol, o el ganado ovino.
A pesar de que la población es pequeña, el número de personas aumenta en verano llegando a alcanzar las 300 personas.

## Historia
Se cree que un pueblo celtíbero se estableció en el Castro de Castillejo, cerca de Naharros, que permaneció intacto desde probablemente el siglo III a. C. hasta su invasión por los romanos en el siglo II a. C.
Pero el núcleo urbano como tal probablemente es anterior al siglo VIII, por lo que pudo ser formado por poblaciones musulmanas. Después de la Reconquista, un grupo de navarros e irlandeses católicos se establecieron en este núcleo y le pusieron el nombre de Navarros, que finalmente se convirtió en Naharros.
Hasta 1971 fue municipio independiente. En septiembre de dicho año, se unió a Villar del Horno y Vilarejo-Sobrehuerta para crear Villas de Naharros, municipio de vida efímera, por cuanto en febrero de 1974 se integró en Torrejoncillo del Rey.

## Monumentos
- Iglesia de Santiago Apóstol, que data del siglo XI.
- El cerro Castillejo, que tiene objetos de cerámica romanos.
- La Caja del Moro, que son tumbas labradas en la piedra, pertenecientes a asentamientos visigodos.
- La fuente del Caño, que es una fuente romana del siglo II a. C.

## Fiestas
Las fiestas religiosas principales son las de la segunda semana de agosto, en honor a la Exaltación de la Cruz, y la de Los Mayos, que se celebran durante la noche del 30 de abril al 1 de mayo.
El patrón es San Agustín de Canterbury, que cae el 26 de mayo; y la patrona es la Virgen del Rosario, hacia el segundo domingo de octubre.

## Gastronomía
La gastronomía es la misma que en la del resto de la provincia de Cuenca (gachas de almorta, migas, morteruelo de caza, ajo arriero …).